# Silkeborgs kommun
Silkeborgs kommun (danska: Silkeborg Kommune) är en kommun i Region Mittjylland i västra Danmark. Kommunens centralort är staden Silkeborg.
I samband med kommunreformen 2007 uppgick kommunerna Gjern, Kjellerup och Them i Silkeborgs kommun, som innan det hade tillhört dåvarande Århus amt.

## Borgmästarlista

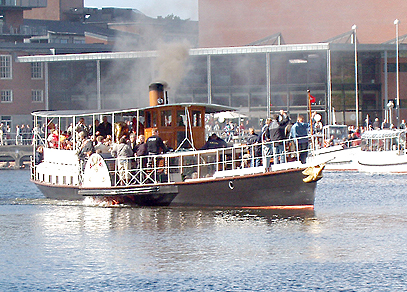
Hjulångaren S/S Hjejlen i Silkeborg.

- Jens Erik Jørgensen, 1 januari 2007–31 december 2009
- Hanne Bæk Olsen, 1 januari 2010–31 december 2013
- Steen Vindum, Venstre, 1 januari 2014–31 december 2021[3]
- Helle Gade, 1 januari 2022–

Denna lista hämtas från Wikidata. Informationen kan ändras där.